# George van Brunswijk-Wolfenbüttel
George van Brunswijk-Wolfenbüttel (22 november 1494 - Verden, 4 december 1566) was van 1554 tot aan zijn dood bisschop van Minden en van 1558 tot aan zijn dood aartsbisschop van Bremen en bisschop van Verden. Hij behoorde tot het Middelste Huis Brunswijk.

## Levensloop
George was de vijfde zoon van hertog Hendrik I van Brunswijk-Wolfenbüttel en diens echtgenote Catharina, dochter van hertog Erik II van Pommeren.
In 1515 ging hij werken aan de juridische faculteit van de Universiteit van Keulen. In 1527 werd hij na de dood van Johan II van Blankenfelde verkozen tot aartsbisschop van Riga, maar wegens vijandelijkheden trad hij af ten voordele van Wolter von Plettenberg. Vervolgens werd hij aangesteld tot proost in Hildesheim (1534), Keulen (1535) en Bremen (1536). Later werd hij ook kanunnik van de Sint-Gereonkerk in Keulen en lid van de domkapittel van Straatsburg.
In oktober 1554 werd hij verkozen tot bisschop van Minden, waar hij na de Reformatienastrevingen van zijn voorgangers weer rust bracht. In april 1558 werd hij eveneens verkozen tot aartsbisschop van Bremen en bisschop van Verden. George kon in de voorheen onrustige bisdommen orde brengen en hij slaagde erin om de schulden af te bouwen. 
Hoewel George katholiek was, bevorderde hij de Reformatie in Bremen en Verden, waar hij nieuwe kerkordes doorvoerde. Om de Reformatie te verzekeren stelde hij in 1564 Eberhard von Holle aan als coadjutor van het bisdom Verden. Het was de bedoeling dat die ook coadjutor van het aartsbisdom Bremen zou worden, maar de kapittel van Bremen weigerde daar zijn toestemming voor te geven. In Minden stelde hij zich echter neutraal op tegen de Reformatie. In 1566 eiste paus Pius V dat George in de belangen van het katholieke geloof moest handelen, maar dat weigerde hij. 
In december 1566 stierf George op 72-jarige leeftijd. Hij was ongehuwd gebleven, maar met zijn uit de Elzas stammende levensgezellin Ottilie Lorima kreeg hij twee onwettige zonen: Willem en Hendrik, die beiden in hun jonge jaren stierven.
- Gemeinsame Normdatei: 119684012
- Virtual International Authority File: 32811436